# لیزل وسترمان
لیزل وسترمان (آلمانی: Liesel Westermann؛ زادهٔ ۲ نوامبر ۱۹۴۴) پرتاب‌گر دیسک زن اهل آلمان است.
وی همچنین برندهٔ جوایزی همچون برگ بوی نقره‌ای شده‌است.